# Wayne Smith (músico)
Wayne Smith (Kingston, 5 de diciembre de 1965 - Kingston, 17 de febrero de 2014) fue un músico jamaicano de reggae y dancehall, conocido por su éxito de 1985 "Under Mi Sleng Teng", que es considerada como la pista que inició la era digital del reggae.

## Biografía
Smith se crio en el área de Waterhouse, Kingston, Jamaica. Comenzó a grabar en 1980 a la edad de 14 años, trabajando inicialmente con el productor Prince Jammy, que también produjo su álbum debut Youthman Skanking (1982) y el de seguimiento en 1985, Smoker Super.
Su grabación "(Under Mi) Sleng Teng" de 1985, es generalmente considerada como el comienzo del ragga estilo reggae. El ritmo fue un patrón que se encuentra en un teclado Casio MT-40 y se basa en el riff "Somethin 'Else" de Eddie Cochran. A pesar de que hay una serie de historias en conflicto sobre cómo se encontró por primera vez, la opinión comúnmente aceptada es que Wayne Smith y Noel Davy lo descubrieron. Smith tenía otros hits con "Come Along" y "Ain't No Meaning in Saying Goodbye". Tuvo otras canciones incluyendo "E20", "Ism Skisim", "Time Is A Moment In Space", "Wicked Man", "To Dam Craven" y "Music On My Mind".
Después de salir de Jamaica a Nueva York en 1989, estableció su propio sello discográfico, Sleng Teng Records. Trabajó también con varios productores de discos de Nueva York, Jamaica y Europa, como Heartical Sound y Evidence Music. En 2011, Smith hizo su primera gira europea con Little Lion Sound desde Suiza.
Regresó a vivir a Jamaica en 2013, estableciéndose en Mandeville.
Smith fue admitido en el Hospital Público de Kingston el 14 de febrero de 2014, con fuertes dolores de estómago, sufrió un ataque cardíaco y murió el 17 de febrero de 2014, a los 48 años de edad. Le sobreviven cinco hijos y tres nietos.

## Discografía
- Youthman Skanking (1982), Black Joy
- Smoker Super (1985), Chartbound
- Wicked Inna Dancehall, Rohit
- Showdown vol. 7 (1986), Hitbound - dividido con Patrick Andy
- Sleng Teng (1986), Greensleeves